# Wraith (Stargate)

Steve, primul Wraith capturat de expediţia Atlantis, episodul "Suspicion" din Stargate Atlantis.

Wraith  este o rasă fictivă de extratereștri din universul Stargate Atlantis. 
Wraith apare prima dată în episodul-pilot Rising. În serialul Stargate Atlantis ei sunt o rasă telepatică evoluată din insectele Iratus cu aspect aproximativ uman, care se hrănesc cu forța vitală a oamenilor și sunt puterea dominantă în galaxia Pegasus. 